# Melitaea parthenoides
Melitaea parthenoides — вид бабочек-нимфалид из рода шашечницы.

## Описание
Размах крыльев 28—34 мм. Верхняя сторона крыльев кирпично-красная, испещренная черными продольными (идущими вдоль жилок) и поперечными полосками, создающими клетчатый рисунок.

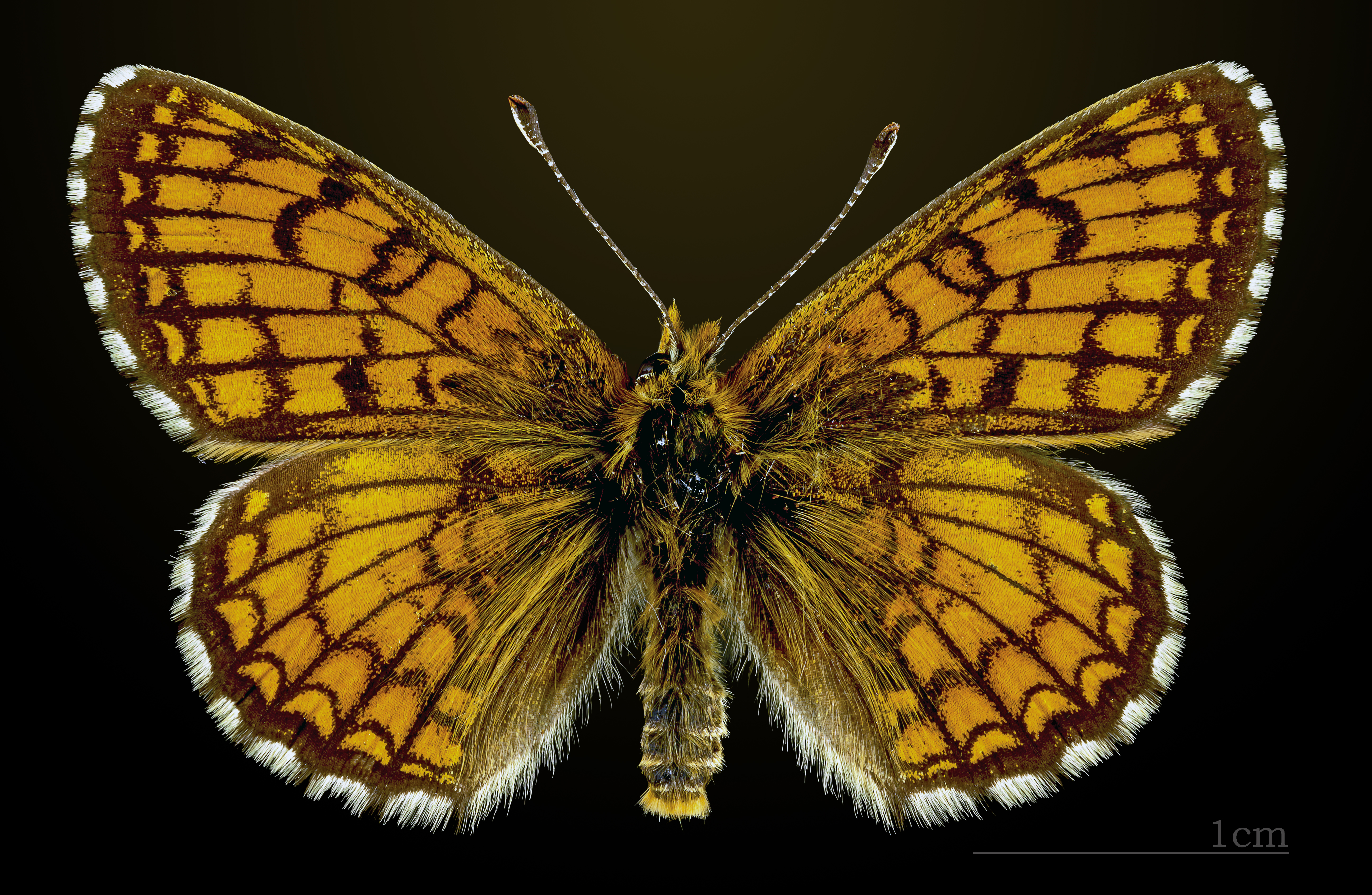
Самец
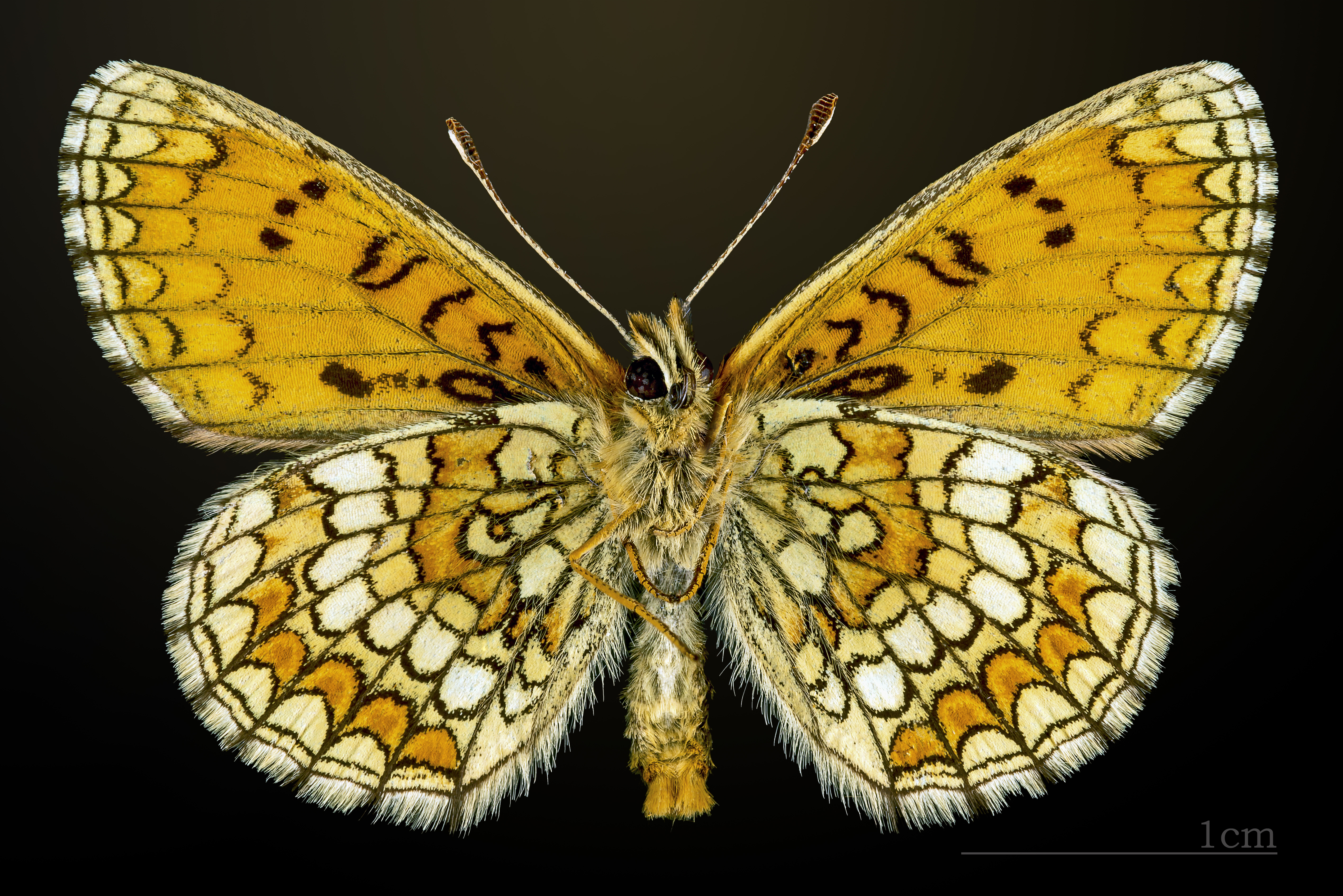
Самец низ
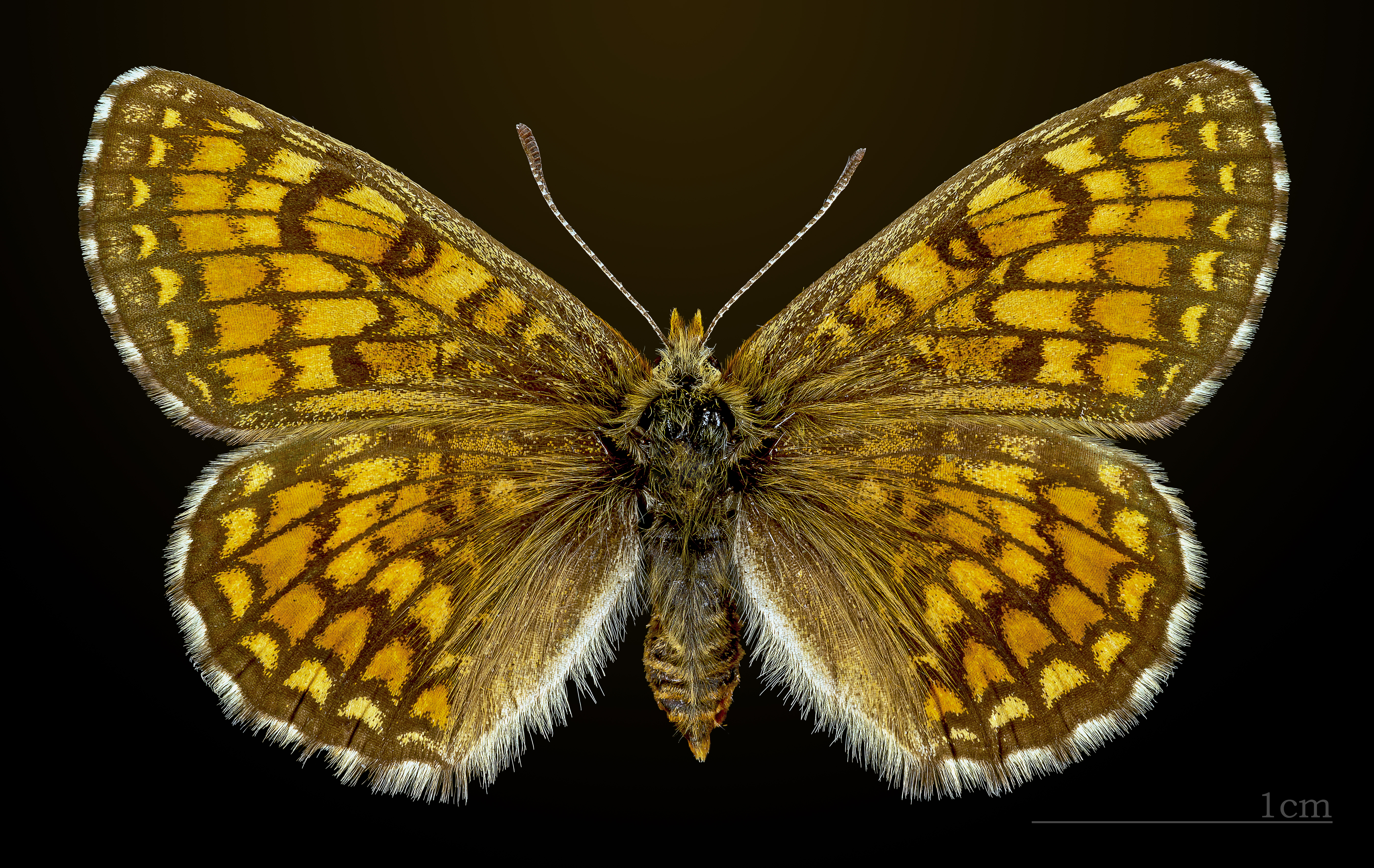
Самка
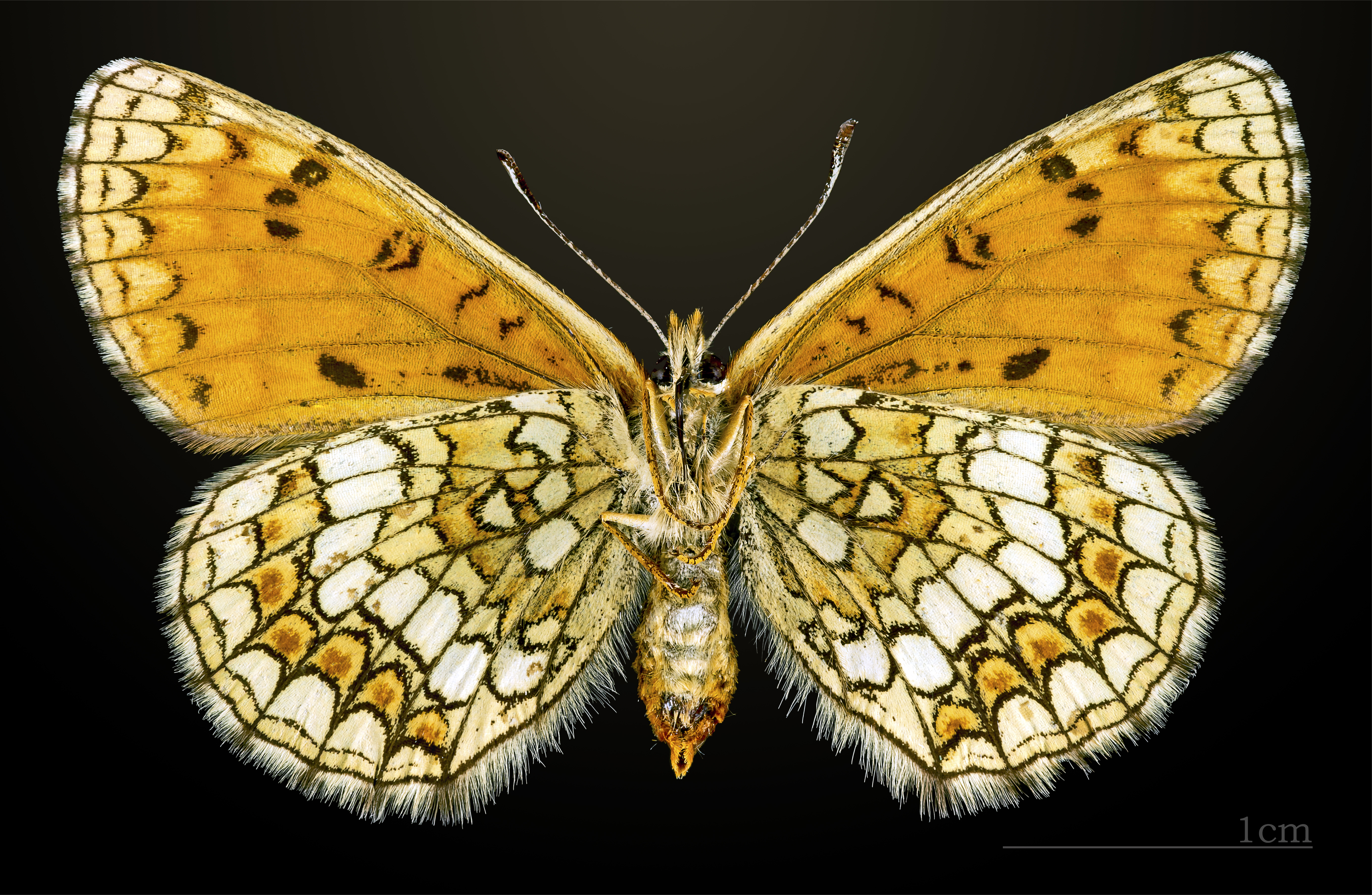
Самка низ

## Ареал
Юго-Западная Европа, Пиренейский полуостров, юго-западная Франция, часть итальянских Альп, южная и юго-западная Германия и несколько регионов Швейцарии.
Населяет луга, поляны, лесные опушки, обочины дорог, разнотравные умеренно увлажненные стации.

## Биология
Развивается за год в двух поколениях. Время лёта первого поколения С мая по июнь; второго — с августа по сентябрь. В горах на больших высотах развивается только в одном поколении, бабочки которого летают с июня по июль. Самки откладывает яйца группами на нижнюю сторону листьев кормовых растений гусениц. Развитие гусениц происходит в паутинных гнездах. Гусеницы зимуют. Окукливание гусениц происходит, подвешиваясь на веточках на нижней части кормового растения головой вниз. Кормовые растения гусениц: род Plantago: Plantago lanceolata, Plantago alpina, Plantago media.